# آفتاب بر همه یکسان می‌تابد
آفتاب بر همه یکسان می‌تابد (مشهور به مسیر سبز) فیلمی به کارگردانی و نویسندگی عباس رافعی ساختهٔ سال ۱۳۸۵ است. 

## خلاصه داستان
ژانت در پی درخواست دوست دیرینه اش نگار از اصفهان به تهران می‌آید تا رضا، شوهر مجروح نگار را از بیمارستان بربایند. ژانت پزشکی است که نگار در این سفر به وی محتاج است.

## حواشی
این فیلم- که مسئول شبکه سحر است موفق به اکران عمومی نشد، اما نسخه‌ای کوتاه شده از آن در سال ۸۶ با نام «مسیر سبز» از شبکه‌های سیما پخش شد. این فیلم در سال ۱۳۸۷ با دوبله‌ی آذری از تلویزیون ملی این کشور با دوبله‌ی آذری پخش گردید. همچنین این فیلم در سال ۱۳۹۰ به شبکه‌هایی تلویزیونی در دانمارک، مجارستان و ارمنستان صادر شد.

## بازیگران
- مریلا زارعی در نقش ژانت
- لاله اسکندری در نقش نگار
- سیامک احصائی در نقش رضا
- احمد مهران‌فر در نقش راننده
- کارن گاوانیان
- لرتا پطروسیان
- سارا همتی
- فریا ثمرانی
- فرهاد مهدوی
- رعنا زیرک
- شهلا حسینی
- بهزاد رحمتی